# سوتمایر
سوتمایر (به اسپانیایی: Soutomaior) یک شهرستان در اسپانیا است.